# Carlton (Washington)
Carlton ist ein gemeindefreies Gebiet im Okanogan County im US-Bundesstaat Washington. Carlton liegt am Methow River und der Washington State Route 153, 8 Meilen (12,6 Kilometer) südlich von Twisp. Carlton hat ein Postamt mit der Postleitzahl 98814.